# خواهران هونگ
هونگ جونگ اون (زادهٔ ۱۹۷۴) و هونگ می ران (زادهٔ ۱۹۷۷) که در مجموع به نام خواهران هونگ (کره‌ای: 홍자매; لاتین‌نویسی اصلاح‌شده: Hong Jamae; انگلیسی: Hong sisters) شناخته می‌شوند، فیلم‌نامه‌نویسان تلویزیونی اهل کره جنوبی هستند که در حال حاضر نمایندهٔ قانونی استودیو دراگون هستند. آنها با همدیگر کمدی رمانتیک‌های مشهوری را نوشته‌اند، به ویژه دختر من (۲۰۰۵)، تو زیبایی (۲۰۰۹)، دوست‌دختر من یک گومیهو است (۲۰۱۰)، بزرگترین عشق (۲۰۱۱)، خورشید ارباب (۲۰۱۳)، یک ادیسه کره‌ای (۲۰۱۸)، هتل دل لونا (۲۰۱۹) و کیمیای روح (۲۰۲۲).

## فیلم‌شناسی
| عنوان                     | عنوان کره‌ای          | بازیگران                                              | کارگردان(ها)                | شبکه    | دورهٔ پخش                      | تعداد قسمت‌ها | بیشترین رتبه‌بندی | کمترین رتبه‌بندی | میانگین رتبه‌بندی |
| ------------------------- | -------------------- | ----------------------------------------------------- | --------------------------- | ------- | ----------------------------- | ------------ | ---------------- | --------------- | ---------------- |
| دختر محبوب چون هیانگ      | 쾌걸 춘향            | هان چه یونگ، جه هی، اوم ته وونگ، پارک شی-اون          | جون کی-سانگ، جی بیونگ-هیون  | کی‌بی‌اس۲ | ۳ ژانویه – ۱ مارس ۲۰۰۵        | ۱۷           | ۳۱٫۳٪            | ۱۵٫۴٪           | ۲۳٫۸٪            |
| دختر من                   | 마이걸               | لی دا هه، لی دونگ-ووک، لی جون گی، پارک شی-یون         | جون کی-سانگ                 | اس‌بی‌اس  | ۱۴ دسامبر ۲۰۰۵ – ۲ فوریه ۲۰۰۶ | ۱۶           | ۲۴٫۰٪            | ۱۴٫۰٪           | ۱۹٫۴٪            |
| همسر یا دردسر             | 환상의 커플          | هان یه سول، اوه جی-هو، کیم سونگ مین، پارک هان-بیول    | کیم سانگ-هو                 | ام‌بی‌سی  | ۱۴ اکتبر – ۳ دسامبر ۲۰۰۶      | ۱۶           | ۲۱٫۴٪            | ۹٫۹٪            | ۱۳٫۶٪            |
| قهرمان                    | 쾌도 홍길동          | کانگ جی هوان، سونگ یو ری، جانگ گیون سوک               | لی جونگ-سوب                 | کی‌بی‌اس۲ | ۲ ژانویه – ۲۶ مارس ۲۰۰۸       | ۲۴           | ۱۶٫۹٪            | ۸٫۸٪            | ۱۴٫۵٪            |
| تو زیبایی                 | 미남이시네요         | پارک شین هه، جانگ گیون سوک، جونگ یونگ-هوا، لی هونگ-کی | هونگ سونگ-چانگ              | اس‌بی‌اس  | ۷ اکتبر – ۲۶ نوامبر ۲۰۰۹      | ۱۶           | ۱۰٫۹٪            | ۷٫۵٪            | ۹٫۲٪             |
| دوست‌دختر من یک گومیهو است | 내 여자친구는 구미호 | لی سونگ گی، شین مین آ، نو مین-وو                      | بو سونگ-چول                 | اس‌بی‌اس  | ۱۱ اوت – ۳۰ سپتامبر ۲۰۱۰      | ۱۶           | ۱۹٫۹٪            | ۸٫۷٪            | ۱۲٫۶٪            |
| بزرگترین عشق              | 최고의 사랑          | چا سونگ وون، گونگ هیو جین، یون که-سانگ، یو این-نا     | پارک هونگ-کیون، لی دونگ-یون | ام‌بی‌سی  | ۴ مه – ۲۳ ژوئن ۲۰۱۱           | ۱۶           | ۲۱٫۰٪            | ۸٫۴٪            | ۱۶٫۰٪            |
| بزرگ                      | 빅                   | گونگ یو، لی مین-جونگ، شین وون هو، به سوزی             | جی بیونگ-هیون، کیم سونگ-یون | کی‌بی‌اس۲ | ۴ ژوئن – ۲۴ ژوئیه ۲۰۱۲        | ۱۶           | ۱۱٫۱٪            | ۷٫۴٪            | ۸٫۵٪             |
| خورشید ارباب              | 주군의 태양          | گونگ هیو جین، سو جی سوب، سو این گوک، کیم یو ری        | جین هیوک                    | اس‌بی‌اس  | ۷ اوت – ۳ اکتبر ۲۰۱۳          | ۱۷           | ۲۱٫۸٪            | ۱۳٫۶٪           | ۱۷٫۲٪            |
| گرم و دنج                 | 맨도롱 또똣          | کانگ سو-را، یو یون-سوک، جونگ جین یونگ                 | پارک هونگ-کیون، کیم هی-وون  | ام‌بی‌سی  | ۱۳ مه – ۲ ژوئیه ۲۰۱۵          | ۱۶           | ۸٫۸٪             | ۵٫۶٪            | ۷٫۴٪             |
| یک ادیسه کره‌ای            | 화유기               | لی سونگ گی، چا سونگ-وون، اوه یئون سئو، لی هونگ-کی     | پارک هونگ-کیون              | تی‌وی‌ان  | ۲۳ دسامبر ۲۰۱۷–۴ مارس ۲۰۱۸    | ۲۰           | ۶٫۹۴۲٪           | ۳٫۵۸۶٪          | ۵٫۴۱۵٪           |
| هتل دل لونا               | 호텔 델루나          | آی‌یو، یو جین گو                                       | اوه چونگ-هوان               | تی‌وی‌ان  | ۱۳ ژوئیه – ۱ سپتامبر ۲۰۱۹     | ۱۶           | ۱۲٫۰۰۱٪          | ۷٫۰۲۳٪          | ۸٫۸۶۷٪           |
| کیمیای روح                | 환혼                 | لی جه-ووک، جونگ سو مین، هوانگ مین-هیون                | پارک جون-هوا                | تی‌وی‌ان  | ۱۸ ژوئن ۲۰۲۲                  | ۳۰           | ن/م              | ن/م             | ن/م              |